# Darron Gibson
Darron Thomas Daniel Gibson (Derry, Noord-Ierland, 25 oktober 1987) is een Iers voetballer die doorgaans als middenvelder speelt. Gibson debuteerde in 2007 in het Iers voetbalelftal.

## Clubcarrière
Op 13 januari 2012 tekende de middenvelder een contract voor vierenhalfjaar jaar bij Everton. Daarvoor speelde hij zestig wedstrijden in het shirt van Manchester United FC en scoorde hij tien keer voor de Engelse recordkampioen. Hij maakte onder meer belangrijke treffers in de kwartfinale van de UEFA Champions League tegen Bayern München (2010), en in de halve eindstrijd van hetzelfde toernooi tegen Schalke 04 (2011). Na het seizoen 2012/13 verloor Gibson zijn plaats in het basiselftal van Everton. Hij kwam in de volgende drie seizoenen zeventien competitiewedstrijden in actie. Gibson verlengde in juni 2016 zijn contract bij Everton tot medio 2018. Hij tekende in januari 2017 een contract tot medio 2018 bij Sunderland. Daar werd zijn contract eind maart 2018 ontbonden nadat hij opgepakt werd na rijden onder invloed. Zelf heeft Gibson nooit een verklaring naar buiten gebracht, ook niet na zijn veroordeling.

## Clubstatistieken
| Seizoen         | Club                           |                   | Competitie      | Competitie | Competitie | Beker | Beker | Internationaal | Internationaal | Totaal | Totaal |
| Seizoen         | Club                           | Wed.              | Competitie      | Dlp.       | Wed.       | Dlp.  | Wed.  | Dlp.           | Wed.           | Dlp.   |        |
| --------------- | ------------------------------ | ----------------- | --------------- | ---------- | ---------- | ----- | ----- | -------------- | -------------- | ------ | ------ |
| 2005/06         | Manchester United              | Vlag van Engeland | Premier League  | 0          | 0          | 1     | 0     | 0              | 0              | 1      | 0      |
| Club totaal     | Club totaal                    | Club totaal       | Club totaal     | 0          | 0          | 1     | 0     | 0              | 0              | 1      | 0      |
| 2006/07         | Royal Antwerp (huur)           | Vlag van België   | Tweede Klasse   | 31         | 1          | 2     | 0     | 0              | 0              | 33     | 1      |
| Club totaal     | Club totaal                    | Club totaal       | Club totaal     | 31         | 1          | 2     | 0     | 0              | 0              | 33     | 1      |
| 2007/08         | Wolverhampton Wanderers (huur) | Vlag van Engeland | Championship    | 21         | 1          | 3     | 0     | 0              | 0              | 24     | 1      |
| Club totaal     | Club totaal                    | Club totaal       | Club totaal     | 21         | 1          | 3     | 0     | 0              | 0              | 24     | 1      |
| 2008/09         | Manchester United              | Vlag van Engeland | Premier League  | 3          | 1          | 9     | 2     | 2              | 0              | 14     | 3      |
| 2009/10         | Manchester United              | Vlag van Engeland | Premier League  | 15         | 2          | 4     | 2     | 4              | 1              | 23     | 5      |
| 2010/11         | Manchester United              | Vlag van Engeland | Premier League  | 12         | 0          | 5     | 1     | 3              | 1              | 20     | 2      |
| 2011/12         | Manchester United              | Vlag van Engeland | Premier League  | 1          | 0          | 1     | 0     | 0              | 0              | 2      | 0      |
| Club totaal     | Club totaal                    | Club totaal       | Club totaal     | 31         | 3          | 19    | 5     | 9              | 2              | 59     | 10     |
| 2011/12         | Everton                        | Vlag van Engeland | Premier League  | 11         | 1          | 4     | 0     | –              | –              | 15     | 1      |
| 2012/13         | Everton                        | Vlag van Engeland | Premier League  | 23         | 1          | 3     | 0     | –              | –              | 26     | 1      |
| 2013/14         | Everton                        | Vlag van Engeland | Premier League  | 1          | 0          | 1     | 0     | –              | –              | 2      | 0      |
| 2014/15         | Everton                        | Vlag van Engeland | Premier League  | 9          | 0          | 1     | 0     | 4              | 0              | 14     | 0      |
| 2015/16         | Everton                        | Vlag van Engeland | Premier League  | 7          | 0          | 4     | 0     | –              | –              | 11     | 0      |
| 2016/17         | Everton                        | Vlag van Engeland | Premier League  | 0          | 0          | 1     | 0     | –              | –              | 1      | 0      |
| Club totaal     | Club totaal                    | Club totaal       | Club totaal     | 51         | 2          | 14    | 0     | 4              | 0              | 69     | 2      |
| 2016/17         | Sunderland                     | Vlag van Engeland | Premier League  | 12         | 0          | 0     | 0     | –              | –              | 12     | 0      |
| Club totaal     | Club totaal                    | Club totaal       | Club totaal     | 0          | 0          | 0     | 0     | 0              | 0              | 0      | 0      |
| Carrière totaal | Carrière totaal                | Carrière totaal   | Carrière totaal | 146        | 7          | 39    | 5     | 13             | 2              | 186    | 14     |

Bijgewerkt tot en met 30 januari 2017

## Interlandcarrière
Hoewel geboren in het Noord-Ierse Derry, komt Gibson uit voor het Iers voetbalelftal. In de jeugd kwam hij nog uit voor Noord-Ierland –16, waarna hij de overstap maakte naar jeugdselecties van het buurland. Gibson nam met Ierland deel aan het Europees kampioenschap voetbal 2012 in Polen en Oekraïne, waar de ploeg van bondscoach Giovanni Trapattoni werd uitgeschakeld in de groepsronde na nederlagen tegen achtereenvolgens Kroatië (3–1), Spanje (4–0) en Italië (2–0). In mei 2016 werd Gibson opgenomen in de voorselectie voor het EK 2016 in Frankrijk.
| Interlands van Darron Gibson voor Ierland | Interlands van Darron Gibson voor Ierland | Interlands van Darron Gibson voor Ierland | Interlands van Darron Gibson voor Ierland | Interlands van Darron Gibson voor Ierland | Interlands van Darron Gibson voor Ierland |
| №                                         | Datum                                     | Wedstrijd                                 | Uitslag                                   | Soort wedstrijd                           | Doelpunten                                |
| Als speler bij Manchester United          | Als speler bij Manchester United          | Als speler bij Manchester United          | Als speler bij Manchester United          | Als speler bij Manchester United          | Als speler bij Manchester United          |
| ----------------------------------------- | ----------------------------------------- | ----------------------------------------- | ----------------------------------------- | ----------------------------------------- | ----------------------------------------- |
| 1.                                        | 22 augustus 2007                          | Denemarken – Ierland                      | 0 – 4                                     | Vriendschappelijk                         |                                           |
| 2.                                        | 8 september 2007                          | Slowakije – Ierland                       | 2 – 2                                     | Kwalificatie EK 2008                      |                                           |
| 3.                                        | 15 oktober 2008                           | Ierland – Cyprus                          | 1 – 0                                     | Kwalificatie WK 2010                      |                                           |
| 4.                                        | 19 november 2008                          | Ierland – Polen                           | 2 – 3                                     | Vriendschappelijk                         |                                           |
| 5.                                        | 1 april 2009                              | Italië – Ierland                          | 1 – 1                                     | Kwalificatie WK 2010                      |                                           |
| 6.                                        | 12 augustus 2009                          | Ierland – Australië                       | 0 – 3                                     | Vriendschappelijk                         |                                           |
| 7.                                        | 8 september 2009                          | Ierland – Zuid-Afrika                     | 1 – 0                                     | Vriendschappelijk                         |                                           |
| 8.                                        | 18 november 2009                          | Frankrijk – Ierland                       | 1 – 1                                     | Kwalificatie WK 2010                      |                                           |
| 9.                                        | 2 maart 2010                              | Ierland – Brazilië                        | 0 – 2                                     | Vriendschappelijk                         |                                           |
| 10.                                       | 11 augustus 2010                          | Ierland – Argentinië                      | 0 – 1                                     | Vriendschappelijk                         |                                           |
| 11.                                       | 7 september 2010                          | Ierland – Andorra                         | 3 – 1                                     | Kwalificatie EK 2012                      |                                           |
| 12.                                       | 8 oktober 2010                            | Ierland – Rusland                         | 2 – 3                                     | Kwalificatie EK 2012                      |                                           |
| 13.                                       | 12 oktober 2010                           | Slowakije – Ierland                       | 1 – 1                                     | Kwalificatie EK 2012                      |                                           |
| 14.                                       | 8 februari 2011                           | Ierland – Wales                           | 3 – 0                                     | Carling Nations Cup                       | 60'                                       |
| 15.                                       | 26 maart 2011                             | Ierland – Macedonië                       | 2 – 1                                     | Kwalificatie EK 2012                      |                                           |
| 16.                                       | 29 maart 2011                             | Ierland – Uruguay                         | 2 – 3                                     | Vriendschappelijk                         |                                           |
| 17.                                       | 10 augustus 2011                          | Ierland – Kroatië                         | 0 – 0                                     | Vriendschappelijk                         |                                           |
| Als speler bij Everton                    |                                           |                                           |                                           |                                           |                                           |
| 18.                                       | 26 mei 2012                               | Ierland – Bosnië en Herzegovina           | 1 – 0                                     | Vriendschappelijk                         |                                           |
| 19.                                       | 4 juni 2012                               | Hongarije – Ierland                       | 0 – 0                                     | Vriendschappelijk                         |                                           |
| 20.                                       | 11 oktober 2013                           | Duitsland – Ierland                       | 3 – 0                                     | Kwalificatie WK 2014                      |                                           |
| 21.                                       | 15 oktober 2013                           | Ierland – Kazachstan                      | 3 – 1                                     | Kwalificatie WK 2014                      |                                           |
| 22.                                       | 3 september 2014                          | Ierland – Oman                            | 2 – 0                                     | Vriendschappelijk                         |                                           |
| 23.                                       | 11 oktober 2014                           | Ierland – Gibraltar                       | 7 – 0                                     | Kwalificatie EK 2016                      |                                           |
| 24.                                       | 14 oktober 2014                           | Duitsland – Ierland                       | 1 – 1                                     | Kwalificatie EK 2016                      |                                           |
| 25.                                       | 14 november 2014                          | Schotland – Ierland                       | 1 – 0                                     | Kwalificatie EK 2016                      |                                           |
| 26.                                       | 27 mei 2016                               | Ierland – Nederland                       | 1 – 1                                     | Vriendschappelijk                         |                                           |

Bijgewerkt op 28 mei 2016.

## Erelijst
| Kampioen Premier League | 1x | 2010/11          |
| League Cup              | 2x | 2008/09, 2009/10 |